# Ирландия на зимних Олимпийских играх 2006
Ирландию на зимних Олимпийских играх 2006 представляли четыре спортсмена в трёх видах спорта. Медалей страна не получила.

## Горнолыжный спорт

### Женщины
| Спортсмен        | Дисциплина  | Время         | Время         | Время         | Время         | Место         |
| Спортсмен        | Дисциплина  | Попытка 1     | Попытка 2     | Попытка 3     | Сумма         | Место         |
| ---------------- | ----------- | ------------- | ------------- | ------------- | ------------- | ------------- |
| Кирстен МакГерри | супергигант | Не стартовала | Не стартовала | Не стартовала | Не стартовала | Не стартовала |
| Кирстен МакГерри | гигант      | 1:08.19       | 1:14.68       | —             | 2:22.87       | 32            |
| Кирстен МакГерри | слалом      | 49.64         | 52.79         | —             | 1:42.43       | 42            |

### Мужчины
| Спортсмен   | Дисциплина | Время     | Время     | Время     | Время   | Место |
| Спортсмен   | Дисциплина | Попытка 1 | Попытка 2 | Попытка 3 | Сумма   | Место |
| ----------- | ---------- | --------- | --------- | --------- | ------- | ----- |
| Томас Фолей | гигант     | 1:28.28   | 1:29.14   | —         | 2:57.42 | 31    |

## Лыжные гонки

### Мужчины
| Спортсмен   | Дисциплина                 | Время   | Место |
| ----------- | -------------------------- | ------- | ----- |
| Рори Морриш | 15 км (классический стиль) | 50:28.1 | 87    |

## Скелетон
| Спортсмен      | Дисциплина | Время     | Время     | Время   | Место |
| Спортсмен      | Дисциплина | Попытка 1 | Попытка 2 | Сумма   | Место |
| -------------- | ---------- | --------- | --------- | ------- | ----- |
| Дэвид Коннолли | мужчины    | 59.97     | 1:00.00   | 1:59.97 | 20    |